# Властимил Бубњик
Властимил Бубњик (чеш. Vlastimil Bubník; Келч, 18. март 1931 — Брно, 6. јануар 2015) био је чехословачки и чешки хокејаш на леду и фудбалер, који је у оба спорта наступао на позицијама нападача. Сматра се једним од најбољих играча у историји чехословачког хокеја на леду. Године 1997. уврштен је у ИИХФ кућу славних.
Хокејашку каријеру започео је као играч екипе Кралево Поле у чијем дресу је играо четири сезоне и са којим је освојио треће место у националном првенству у сезони 1950/51. Потом, 1953. године, прелази у редове тима Руда Гвезд (данас Комета Брно), новоформираног тима који је деловао под патронатом чехословачког Министарства унутрашњих послова. У дресу екипе из Брна играо је наредних 13 сезона, освојивши за то време 11 титула националног првака. Потом је две сезоне играо за екипу Витковица, а играчку каријеру завршио је у аустријском Фелдкирху. У чехословачком првенству је одиграо укупно 304 утакмице уз учинак од 300 постигнутих голова.
У дресу репрезентациије Чехословачке играо је 12 сезона, укључујући и 5 наступа на светским првенствима и 4 на олимпијским ограма. На светским првенствима и олимпијским играма одиграо је укупно 62 утакмице, уз учинак од 57 постигнутих голова, а на СП 1955. поставио је лични рекорд постигавши чак 17 голова. За репрезентацију је одиграо укупно 127 утакмица и постигао 121 погодак и шести је најбољи стрелац репрезентације свих времена. 
По окончању играчке каријере радио је као хокејашки тренер и у том периоду је углавном тренирао омладинску селекцију Комете из Брна, а три сезоне је водио и екипу Акрони Јесеница са којом је освојио две титуле у првенству Југославије. 
Као фудбалер наступао је у дресу екипе Збројовка из Брна за коју је играо 14 сезона, од чега девет сезона у Чехословачкој првој лиги. За фудбалску репрезентацију Чехословачке играо је четири сезоне (1957−1960), одигравши укупно 11 утакмица и постугавши 4 гола. Играо је и на првом Европском првенству 1960. где је са репрезентацијом освојио бронзану медаљу, а постигао је и први погодак свог тима у утакмици за бронзу против Француске. 